# Chân Mộng
Chân Mộng là một xã thuộc huyện Đoan Hùng, tỉnh Phú Thọ, Việt Nam.
Xã Chân Mộng có diện tích 9,81 km², dân số năm 1999 là 3129 người, mật độ dân số đạt 319 người/km².